# Diocesi di Nuevo Laredo
La diocesi di Nuevo Laredo (in latino Dioecesis Novolaredensis) è una sede della Chiesa cattolica in Messico suffraganea dell'arcidiocesi di Monterrey. Nel 2021 contava 369.830 battezzati su 529.268 abitanti. La sede è vacante.

## Territorio
La diocesi comprende 11 comuni in due stati del Messico:
- i comuni di Nuevo Laredo, Guerrero, Mier e Miguel Alemán nello stato di Tamaulipas;
- i comuni di Parás, Vallecillo, Sabinas Hidalgo, Villaldama, Bustamante, Lampazos de Naranjo e Anáhuac nello stato di Nuevo León.

Sede vescovile è la città di Nuevo Laredo, dove si trova la cattedrale dello Spirito Santo.
Il territorio si estende su una superficie di 19.378 km² ed è suddiviso in 43 parrocchie.

## Storia
La diocesi è stata eretta il 6 novembre 1989 con la bolla Quo facilius di papa Giovanni Paolo II, ricavandone il territorio dalla diocesi di Matamoros (oggi diocesi di Matamoros-Reynosa) e dall'arcidiocesi di Monterrey.

## Cronotassi dei vescovi
Si omettono i periodi di sede vacante non superiori ai 2 anni o non storicamente accertati.
- Ricardo Watty Urquidi, M.Sp.S. † (6 novembre 1989 - 21 febbraio 2008 nominato vescovo di Tepic)
- Gustavo Rodríguez Vega (8 ottobre 2008 - 1º giugno 2015 nominato arcivescovo di Yucatán)[3]
- Enrique Sánchez Martínez (16 novembre 2015 - 11 settembre 2023 nominato vescovo di Mexicali)
  - Rogelio Cabrera López,[1] dall'8 novembre 2023 (amministratore apostolico)

## Statistiche
La diocesi nel 2021 su una popolazione di 529.268 persone contava 369.830 battezzati, corrispondenti al 69,9% del totale.
| anno | popolazione | popolazione | popolazione | presbiteri | presbiteri | presbiteri | presbiteri                | diaconi | religiosi | religiosi | parrocchie |
| anno | battezzati  | totale      | %           | numero     | secolari   | regolari   | battezzati per presbitero | diaconi | uomini    | donne     | parrocchie |
| ---- | ----------- | ----------- | ----------- | ---------- | ---------- | ---------- | ------------------------- | ------- | --------- | --------- | ---------- |
| 1990 | 794.000     | 810.000     | 98,0        | 31         | 24         | 7          | 25.612                    |         |           | 65        | 25         |
| 1999 | 791.800     | 979.500     | 80,8        | 56         | 43         | 13         | 14.139                    | 1       | 17        | 93        | 32         |
| 2000 | 792.000     | 979.500     | 80,9        | 53         | 41         | 12         | 14.943                    | 1       | 17        | 96        | 32         |
| 2001 | 787.000     | 980.000     | 80,3        | 54         | 39         | 15         | 14.574                    | 1       | 20        | 96        | 32         |
| 2002 | 791.000     | 979.600     | 80,7        | 55         | 38         | 17         | 14.381                    | 1       | 19        | 94        | 34         |
| 2003 | 791.000     | 979.600     | 80,7        | 56         | 39         | 17         | 14.125                    |         | 25        | 115       | 34         |
| 2004 | 791.000     | 976.600     | 81,0        | 62         | 42         | 20         | 12.758                    |         | 28        | 90        | 34         |
| 2013 | 884.000     | 1.051.000   | 84,1        | 71         | 52         | 19         | 12.450                    | 8       | 26        | 87        | 44         |
| 2016 | 362.010     | 491.420     | 73,7        | 69         | 48         | 21         | 5.246                     | 15      | 25        | 92        | 44         |
| 2019 | 369.200     | 515.200     | 71,7        | 72         | 51         | 21         | 5.127                     | 23      | 23        | 78        | 42         |
| 2021 | 369.830     | 529.268     | 69,9        | 67         | 52         | 15         | 5.519                     | 20      | 17        | 77        | 43         |